# (10827) Doikazunori
(10827) Doikazunori est un astéroïde de la ceinture principale.

## Description
(10827) Doikazunori est un astéroïde de la ceinture principale. Il fut découvert le 11 octobre 1993 à Kitami par Kin Endate et Kazuro Watanabe. Il présente une orbite caractérisée par un demi-grand axe de 2,21 UA, une excentricité de 0,21 et une inclinaison de 2,4° par rapport à l'écliptique.

## Compléments